# Max Cramer
Max Ernst Friedrich Heinrich Cramer (* 21. Februar 1859 in Stockach; † 14. Januar 1933 in Heilbronn) war ein deutscher Lehrer und Familienforscher in Heilbronn.

## Leben
Max Cramers Vater war der gleichnamige Apotheker Max Cramer. Dieser war in Heilbronn in der Einhorn-Apotheke in die Lehre gegangen und hatte 1852 Marie Klett (Enkelin des Heilbronner Stadtarztes Christian Johann Klett) geheiratet. Er führte ab 1857 eine Apotheke in Kippenheim und ab 1859 eine Apotheke in Stockach, wo der Sohn Max geboren wurde. 1868 zog die Familie zurück nach Heilbronn, wo Sohn Max das Karlsgymnasium besuchte. Anschließend besuchte er das Stift Tübingen und studierte alte Sprachen mit Hinblick auf eine Berufswahl im höheren Lehrfach. In Tübingen wurde er Mitglied der Studentenverbindung AG Rothenburg. 1884 war er Präzeptor in Calw, ab 1885 in gleicher Stellung in Esslingen am Neckar (am heutigen Georgii-Gymnasium). 1892 heiratete er in Markgröningen die Oberschulratstochter Antonie Zeller. 1898 kam Cramer als Professor ans Heilbronner Gymnasium, das er einst besucht hatte. Dort war er 26 Jahre im Schuldienst tätig, bevor er 1924 krankheitsbedingt in den Ruhestand ausschied.
Neben seiner beruflichen Tätigkeit befasste sich Cramer insbesondere mit Genealogie, vor allem mit der schwäbischen Familienkunde. Bereits in seiner Zeit in Calw begann er damit, die dortigen Kirchenbücher abzuschreiben und nach Familiennamen getrennt auszuwerten. Später weitete er seine Forschungen über seinen jeweiligen Wohnort hinaus aus und wertete insgesamt die Kirchenbücher von 268 württembergischen und 47 außerwürttembergischen Pfarrämtern aus. Die Pfarreien suchte er mit dem Fahrrad auf, seine Aufzeichnungen machte er bis 1908 in Einheitskurzschrift nach Gabelsberger, später mit der Schreibmaschine. Cramer katalogisierte im Laufe seiner Forschungen rund 250.000 Personeneinträge. Seine Ergebnisse verwahrte er in seinem Privatarchiv in rund 100 jeweils 600- bis 1000-seitigen Bänden, von denen er etwa die Hälfte fertigstellte. Das Archiv wurde über Jahrzehnte und über Cramers Tod hinaus auch von anderen Genealogen genutzt. Neben den unpublizierten Beständen seines Privatarchivs verfasste Cramer auch mehrere Bücher, darunter das Zellerbuch (1927), das Faberbuch (1929) und das Klett-Stammbaum-Buch, außerdem auch das Nachschlagewerk Württembergs Lehranstalten und Lehrer, das in sechs Auflagen erschien.
Der Ehe mit Antonie Zeller entsprangen sechs Kinder. Ein Sohn des Ehepaars Cramer war der Dachauer Bürgermeister, Gebietskommissar und SA-Führer Hans Cramer. Ein weiterer Sohn, Wolfgang Cramer (1901–1959), Pfarrer in Schmalfelden, übernahm nach dem Tod Max Cramers dessen Archiv und führte sein Werk fort.